# Michael Gibson (rugby à XV)
Pour les articles homonymes, voir Michael Gibson.
Pas d'image ? Cliquez ici

a Compétitions nationales et continentales officielles uniquement.

b Matchs officiels uniquement.
Michael Edward Gibson, né le 3 mars 1954 à Dublin, est un joueur de rugby à XV irlandais qui a évolué avec l'équipe d'Irlande au poste de troisième ligne.

## Biographie
Il commence le rugby au St Andrew's College de Dublin de 1966 à 1972, il évolue ensuite au Trinity College Dublin puis dans le club de Cork Constitution. Il rejoint les London Irish en septembre 1985. Il y évolue jusqu'en 1990-91, devenant même capitaine de l'équipe. Michael Gibson dispute son premier test match, le 20 janvier 1979 contre l'équipe de France. Son dernier test match est contre l'équipe d'Angleterre le 23 avril 1988.
C'est l'homonyme de Mike Gibson qui a joué au poste de trois-quarts centre dans l'équipe d'Irlande. Les deux joueurs ont évolué ensemble sous le maillot irlandais en 1979.

## Statistiques en équipe nationale
- 10 sélections en équipe nationale de 1979 à 1988
- Sélections par années : 4 en 1979, 1 en 1981, 1 en 1986, 4 en 1988
- Tournois des Cinq Nations disputés: 1979, 1981, 1986, 1988